# Paper mil·limetrat
| Paper mil·limetrat en escala lineal · Paper mil·limetrat amb doble escala logarítmica                 |
| Paper mil·limetrat en escala lineal (dalt); Paper mil·limetrat amb doble escala logarítmica (a baix). |

El paper mil·limetrat és paper imprès amb una malla regular de fines línies entrecreuades, separades segons una distància determinada (normalment 1 mm en l'escala regular). Aquestes línies s'usen com guies de dibuix, especialment per a dibuixar gràfiques funcions matemàtiques o dades experimentals i diagrames. S'empren en l'ensenyament de matemàtiques i enginyeria.
El paper mil·limetrat es troba disponible en fulles soltes o en blocs de fulles. El seu ús ha decaigut considerablement des de l'aparició de programes de fulls de càlcul i de diagrames que els reemplacen. Alguns usuaris fins i tot imprimeixen patrons de mil·limetrat en format PDF en comptes de comprar el pre-imprès.

## Ús en l'art
El poema visual Poema experimental, de Joan Brossa és un dibuix sobre aquest tipus de paper.